# Akcje ekspropriacyjne Gwardii Ludowej
Akcje ekspropriacyjne Gwardii Ludowej – były to akcje zbrojne dokonane przez oddział GL mające na celu pozyskanie pieniędzy na działalność organizacyjną Polskiej Partii Robotniczej m.in. na działalność wydawniczą oraz uzyskanie funduszy na zakup broni dla Gwardii Ludowej.
Akcje te przeprowadziła Grupa Specjalna Gwardii Ludowej im. L. Waryńskiego: 
- 30 listopada 1942 akcja na bank Komunalnej Kasy Oszczędności (zdobyto 1 mln złotych)
- 28 lutego 1943 akcja na Państwową Wytwórnię Papierów Wartościowych